# Бели терор (Русија)
Бели терор (руски: Белый Террор) у Русији се односи на насиље и масовна убиства која је спровела Бела армија током Руског грађанског рата (1917–1923). Бели терор је отпочео након што су бољшевици преузели власт у новембру 1917. године и наставио се до пораза Беле армије од стране Црвене армије. У исто време је спроведен и бољшевички црвени терор. Према неким руским историчарима, Бели терор је био низ смишљених акција које су режирале њихови вође, што одбацују други руски историчари чије је становиште да је бели терор био спонтан и без планског организованог усмеравања. Процене убијених у белом терору варирају од 20,000 до 100,000 људи.

## Поређење са Црвеним терором
Један број историчара верује да, за разлику од црвеног терора који су бољшевици прогласили средством за успостављање своје политичке доминације, термин „бели терор“ није имао ни законодавно ни пропагандно одобрење у Белом покрету током грађанског рата. Историчари признају да Белој армији није била страна окрутност која је својствена рату, али верују да су се „црне странице“ Белих армија суштински разликовале од политике бољшевика:
- Бели нису стварали организације сличне бољшевичким комисијама за ванредне ситуације (Чека) и револуционарним трибуналима;
- Вође Белог покрета никада нису позивали на масовни терор, на егзекуције на социјалној основи, на узимање и погубљење талаца ако непријатељи не испуне одређене услове;
- Припадници Белог покрета нису видели ни идеолошку ни практичну неопходност у спровођењу масовног терора. Били су уверени да сврха војних акција Белих није рат против неких широких маса или друштвених слојева, већ рат са малом партијом која је преузела власт у Русији и искористила друштвено-економску и политичку ситуацију, као и тржишним условима, у сопственим интересима за постизање циља, као и манипулисање променама расположења нижих слојева руског друштва.[8]

Доктор историјских наука Г. А. Трукан примећује да су се совјетски аутори фокусирали углавном на бели терор, а многи савремени аутори који симпатишу беле чине обрнуто. Међутим, према Трукану, на територијама које су заузели Бели није било ништа мање зверстава и нереда него на територији под контролом бољшевика.
Након што је Лавр Корнилов убијен у априлу 1918. године, руководство Добровољачке војске прелази на Антона Дењикина. Током Дењикиновог режима, штампа је редовно позивала на насиље над Јеврејима. На пример, проглас једног од Дењикинових генерала подстакао је људе да се „наоружају“ како би истребили „злу силу која живи у срцима Јевреја-комуниста“. Само у малом граду Фастову, Дењикинова добровољачка армија је убила преко 1.500 Јевреја, углавном стараца, жена и деце. Процењује се да је 100.000 до 150.000 Јевреја у Украјини и јужној Русији убијено у погромима које су починиле Дењикинове снаге, као и украјински националисти Симона Петљуре. Стотине хиљада Јевреја остало је без домова, а десетине хиљада су постале жртве тешке болести.
У Донској губернији, совјетску владу је истиснуо козачки режим на челу са Петром Красновим. Приближно 25.000 до 40.000 људи погубили су Красновљеви Бели козаци, што је трајало све док Црвена армија није освојила област након победе код Царицина.
Године 1918. када су Бели контролисали северну територију са око 400.000 становника, више од 38.000 је послато у затворе. Од тога је око 8.000 погубљено, док је више хиљада умрло од мучења и болести.

## Источна Русија
У новембру 1918, након преузимања власти у Сибиру, адмирал Александар Колчак је водио политику прогона револуционара, као и социјалиста неколико фракција. Колчакова влада је 3. децембра 1918. издала  декрет којим су ревидирани чланови кривичног законика царске Русије „како би се очували систем и владавина Врховног владара”. Чланови 99 и 100 утврђују смртну казну за покушај атентата на врховног владара и за покушај свргавања власти. Према члану 103, „увреде писане, штампане и усмене кажњавају се казном затвора“. Бирократска саботажа по члану 329 била је кажњива принудним радом од 15 до 20 година. Уследиле су додатне уредбе, које су додавале више овлашћења. Колчакова влада је 11. априла 1919. усвојила Уредбу 428 „О опасностима јавног реда због веза са бољшевичком побуном“, која је објављена у омским новинама Омск Газетте (бр. 188 од јула 1919). Предвиђена је казна од 5 година затвора за „појединце који се сматрају претњом јавном поретку због њихових веза на било који начин са бољшевичком побуном“. У случају неовлашћеног повратка из избеглиштва, може доћи до принудног рада од 4 до 8 година. Чланови 99–101 дозвољавали су смртну казну, принудни рад и затвор, као и репресију војних судова, а такође нису постављали истражне комисије.
На Уралу, у Сибиру и на Далеком истоку, изузетну окрутност је практиковало неколико козачких војсковођа: Б. Аненков, А. Дутов, Г. Семјонов и И. Калмиков. Током процеса против Аненкова, било је сведочење о пљачки сељака и зверствима под крилатицом: „Немамо ограничења! Бог је са нама и атаман Аненков: сеци десно и лево!“. У септембру 1918, током гушења сељачких устанака у Славгородском округу, Аненков је мучио и убио до 500 људи. Село Црни Доле је спаљено, након чега су сељаци мучени и стрељани, укључујући жене и децу сељака. Девојке из Славгорода и околине довођене су у воз атамана Аненкова, силоване, а затим стрељане. Према речима очевидаца, Аненков и његова армија су се понашали брутално: жртвама су вађене очи, а одсецани језици и траке на леђима, живи су закопани или везани за коње. У Семеју, Аненков је запретио да ће стрељати сваког петог становника ако град одбије да плати одштету.
Дана 9. маја 1918, након што је атаман Дутов заузео село Алекасандров-Гај, скоро 2.000 људи Црвене армије је живо сахрањено. Више од 700 људи из села је погубљено. Након заузимања Троицка, Оренбурга и других градова, успостављен је режим терора преко 6.000 људи, од којих је 500 убијено само током испитивања. У Чељабинску, Дутовци су погубили или депортовали у сибирске затворе преко 9.000 људи. У Тројцку су Дутовци у првим недељама након заузимања града стрељали око 700 људи. У Илеки су убили преко 400. Ова масовна погубљења била су типична за Дутовљеве козачке трупе. Дутовљевом извршном наредбом од 4. августа 1918. изречена је смртна казна за избегавање служења војног рока, па чак и за пасиван отпор властима на њеној територији. У једном округу Уралске области у јануару 1918. Дутовци су убили преко 1.000 људи. Козачки војсковођа је 3. априла 1919. наредио својим трупама да пуцају и узму таоце због најмањег показивања противљења. У селу Сугар, Дутовци су запалили болницу са стотинама пацијената Црвене армије.
Семеновљев режим у Забајкалији карактерисао је масовни терор и погубљења. Стрељано је више од 1.600 људи. Сам Семенов је на суду признао да су његове трупе палиле села. Постављено је 11 трајних кућа смрти, у којима су практиковани рафинирани облици мучења. Семјонов је лично надгледао одаје за мучење, током којих је убијено око 6.500 људи.

## У књижевности
Многи совјетски аутори су писали о херојству руског народа у борби против белог терора.. Многе од раних кратких прича и романа Шолохова, Леонова и Федина биле су посвећене овој теми.
Аутобиографски роман Николаја Островског Како је челик био каљен приказује епизоде белог терора у западној Украјини од стране антисовјетских јединица.
Током совјетског периода, значајан број споменика био је посвећен жртвама белог терора. Већина споменика изграђена је у Русији, углавном као спомен обележја или на видљивим местима градова и градова.
Од 1920. године централни трг у Царицину носи назив „Трг палих бораца“, где су сахрањени посмртни остаци 55 жртава белог терора. Споменик постављен 1957. од црно-црвеног гранита има натпис: „Борце за слободу Црвеног Царицина. Овде су сахрањени херојски браниоци Црвеног Царицина који су зверски мучени од белогардејских кољача 1919. године.“
Споменик жртвама белог терора стоји у Виборгу. Подигнута је 1961. у близини Лењинградског аутопута у знак сећања на 600 људи стрељаних из митраљеза.
Споменик „У знак сећања на жртве белог терора“ у Вороњежу налази се у парку у близини регионалних библиотека Никитинске. Споменик је откривен 1920. године на месту јавних погубљења 1919. године од стране Мамантовљевих трупа.
У Севастопољу у улици 15. Бастиона налази се „Гробље комунара и жртава белог терора“. Гробље је добило име у част припадника комунистичког подземља које су Бели убили 1919–20.
У граду Славгороду у Алтајском крају налази се споменик учесницима Чернодолског устанка и њиховим породицама који су страдали кроз бели терор атамана Анекова.